# Mictocommosis takaonis
Mictocommosis takaonis är en fjärilsart som beskrevs av Matsumura 1931. Mictocommosis takaonis ingår i släktet Mictocommosis och familjen vecklare. Inga underarter finns listade i Catalogue of Life.